# Otis (Colorado)
Otis è un centro abitato (town) degli Stati Uniti d'America, situato nella contea di Washington dello Stato del Colorado. Nel censimento del 2000 la popolazione era di 534 abitanti.

## Geografia fisica
Secondo i rilevamenti dell'United States Census Bureau, Otis si estende su una superficie di 1,1 km².